# Захаренко, Илья Фёдорович
Илья Фёдорович Захаренко — советский военный, государственный и политический деятель, гвардии полковник.

## Биография
Родился в 1904 году в деревне Бохото. Член ВКП(б) с 1929 года.
С 1926 года — на военной службе, общественной и политической работе. В 1926—1945 гг. — на политической работе и командных должностях в бронетанковых войсках Рабоче-Крестьянской Красной Армии. Во время войны с августа 1941 года начальник политотдела 84-й мсд, ранен под Москвой, с марта 1942 года начальник политотдела 24-й тбр, с марта 1943 года военный комиссар 96-й танковой бригады, вынес из боя знамя бригады и спас её от расформирования, с апреля 1943 года член военного совета 5-й гвардейской танковой армии, с ноября 1943 года начальник политотдела 10-го гвардейского танкового Уральско-Львовского Добровольческого корпуса.
Делегат XVIII съезда ВКП(б).
10 апреля 1945 года, вследствие случайного разрыва гранаты, получил тяжёлое ранение, умер в госпитале под Берлином 14 апреля 1945 года. Похоронен в городе Львов на Холме Славы.